# گریویس واسکز
گریویس واسکز (انگلیسی: Greivis Vásquez؛ زادهٔ ۱۶ ژانویهٔ ۱۹۸۷) بازیکن بسکتبال اهل ونزوئلا است.

## حرفه
از باشگاه‌هایی که در آن بازی کرده‌است می‌توان به نیو اورلینز پلیکانز، ممفیس گریزلیز، و تورنتو رپترز اشاره کرد.